# خوان پابلو پاز
خوان پابلو پاز (اسپانیایی: Juan Pablo Paz‎؛ زاده ۱۹۵۹ در بوئنوس آیرس) یک فیزیک‌دان اهل آرژانتین است که در زمینه رایانه کوانتومی فعالیت می‌کند. وی به عنوان یک پژوهشگر هم‌اکنون در دانشگاه بوئنوس آیرس مشغول فعالیت است، وی همچنین در بین سال‌های ۱۹۸۴ تا ۲۰۰۴ در آزمایشگاه ملی لس آلاموس در ایالات متحده آمریکا فعالیت نموده است.
وی جایزه گوگنهایم را در سال ۲۰۰۴ کسب نموده است.